# Față de masă

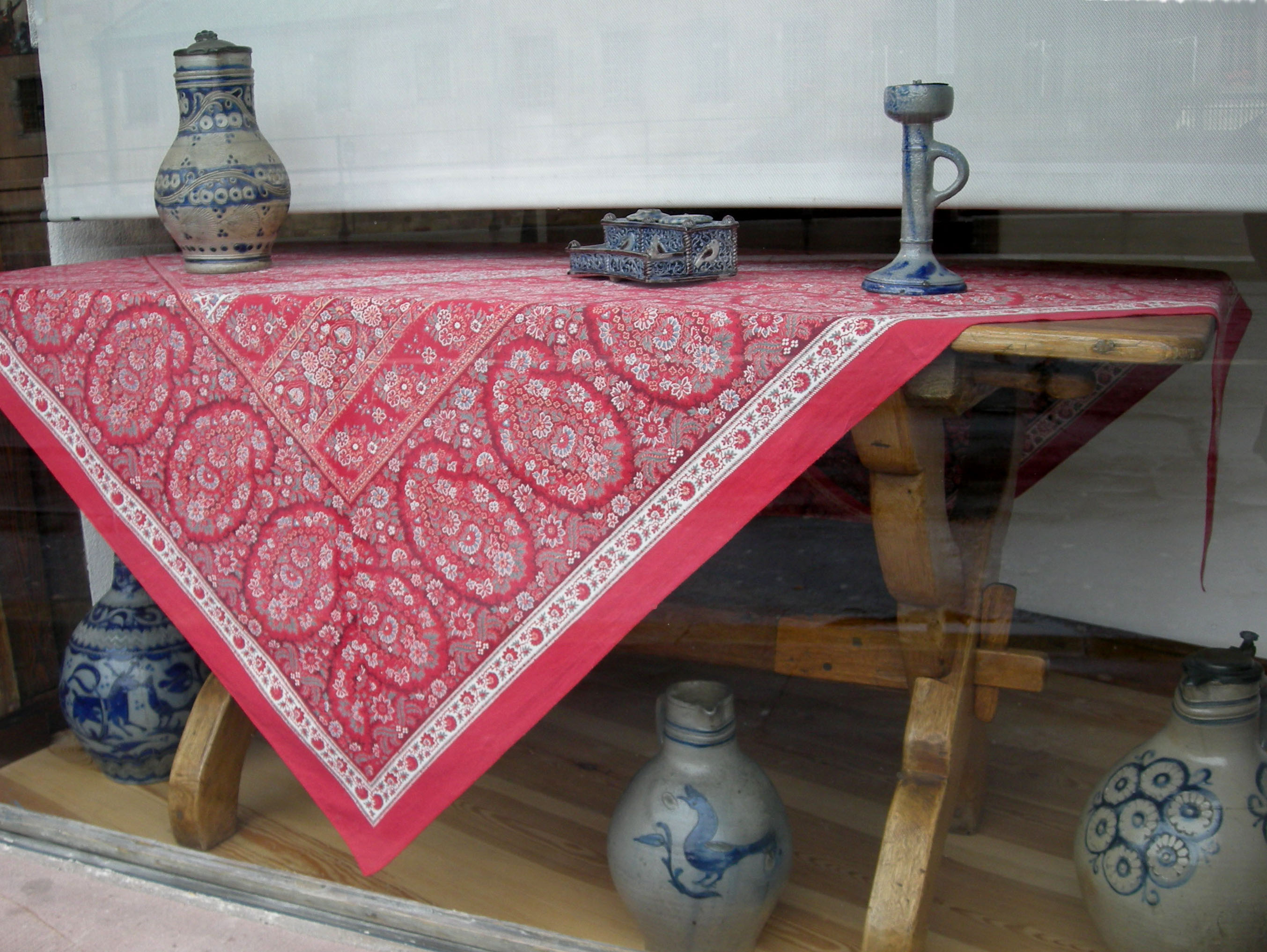
Față de masă decorativă

Fața de masă este o învelitoare din material textil sau din plastic cu rolul de a acoperi o masă, protejând-o de pete și zgârieturi. 